# Mamoiada
Mamoiada település Olaszországban, Szardínia régióban, Nuoro megyében. Lakosainak száma 2385 fő (2023. január 1.). Mamoiada Fonni, Nuoro, Ollolai, Orgosolo, Sarule, Gavoi és Orani községekkel határos.

## Népesség
A település lakossága az elmúlt években az alábbi módon változott:
| Lakosok száma | 2543 | 2523 | 2385 |
|               | 2017 | 2018 | 2023 |